# Petr Fiedor
Petr Fiedor (* 16. května 1979 v Táboře) je český kaskadér, fakír a rekordman, věnující se extrémním výkonům s ohněm, ostrými předměty a lidským tělem.
V uvedených disciplínách je držitelem více než 40 českých a světových rekordů. Kromě veřejného vystupování na kulturních akcích a účinkování v televizi, filmu, reklamě a divadle, se věnuje výuce a publikování, je odborníkem na bolest a odolnost vůči ní.

## Biografie
Petr Fiedor se narodil 16. května 1979 v jihočeském Táboře. V dětském věku účinkoval v rámci školních i jiných uměleckých akcí, včetně akcí skupiny historického šermu Modrá růže z Ústí, kterou vedl jeho otec. V roce 1995 založil kaskadérskou skupinu Taxis, která byla 24. ledna 1996 už jako občanské sdružení Kaskadérská skupina Koordinátor registrována MV ČR. S touto skupinou se Petr Fiedor jako její vedoucí účastnil akcí skupin historického šermu (Táborská setkání, Středověké střelecké slavnosti na Choustníku, Dobývání Černovic, Bitva v Libušíně). Na těchto akcích Kaskadérská skupina Koordinátor spolupracovala se skupinami historického šermu Aesculus, Sígři z Pelhřimova, Kyrius a Táborští střelci. Poslední jmenovanou skupinu vede Petr Fiedor starší.
Po absolvování učiliště, obor strojní mechanik pro ocelové konstrukce a po absolvování základní vojenské služby u Hradní stráže ČR v Praze, se Petr Fiedor vydal na sólovou dráhu kaskadéra a fakíra. Sólová dráha Petra Fiedora započala 24. října 1998 vytvořením českého rekordu v jízdě na střeše automobilu bez držení, který se konal na záložním vojenském letišti Všechov u Tábora. Tímto úspěšným rekordním pokusem se také datuje počátek jeho spolupráce s pelhřimovskou agenturou Dobrý den, která je správcem databanky českých rekordů a provozovatelem muzea rekordů a kuriozit.
Od roku 1998 Petr Fiedor vytvořil více než 40 českých a světových rekordů v oborech kaskadér a fakír. K nejcennějším patří rekordy ve vytrvalostním hoření na místě, přechod více než půl milionu kilogramů osob přes hrudník fakíra ležícího na skleněných střepech, 10 dní ležení na skleněných střepech bez jídla (poslední tři neviděl, neslyšel, nemluvil a nepil), nejdelší držení ohně v ústech, výstup na Sněžku, Říp a Blaník v botách vystlaných skleněnými střepy během 24 hodin. Ze tří nominací na titul rekordman roku proměnil tu v roce 2009. Vyšel také na Křemešník v botách plných střepů.
Během své kariéry Petr Fiedor účinkoval v řadě reklam a televizních pořadech. Z reklam jsou to Thermasilk Dagger, Office Max, Heineken a Equa bank, z TV pořadů pak Go Go šou, Sauna, Guinnessův svět rekordů, Neuvěřitelný svět rekordů a kuriozit Roberta Ripleyho, Čápi s mákem, VyVolení 2. řada, Show Jana Krause, Zázraky přírody, Tajemství těla a mnohé další. Petr Fiedor si také zahrál v klipech skupiny Maxim Turbulenc Masinka 2016 a S tebou mě baví svět, sám sebe pak hraje ve filmu Roberta Sedláčka Největší z Čechů, který zachycuje výkony některých českých rekordmanů.
Výkony Petra Fiedora jsou uvedeny v české verzi Guinnessovy knihy rekordů 2000, 2002, 2003, ve všech vydáních České knihy rekordů a knize Svatavy Marie Kabošové a Mariána Jelínka Skrytá cesta k vítězství.
V roce 2015–2016 Petr Fiedor publikoval v časopise Outdoor magazín odborné články na téma přežití, oheň atd. Další jeho články a recenze pak vycházejí na portálech postapo.cz, vybaven.cz a bushcraft.cz.